# Love & Monsters
"Love & Monsters" (intitulado "Amor e Monstros" no Brasil) é o décimo episódio da segunda temporada da série de ficção científica britânica Doctor Who, transmitido originalmente através da BBC One em 17 de junho de 2006. Foi escrito por Russell T Davies e dirigido por Dan Zeff.
O episódio se passa em Londres, no qual um humano chamado Elton Pope (Marc Warren) se junta a um grupo de pessoas que têm um interesse compartilhado no alienígena viajante do tempo conhecido como o Doutor (David Tennant) e sua nave, a TARDIS. O grupo é unido e assumido por Victor Kennedy (Peter Kay), um alienígena que tem um interesse mais sombrio no Doutor e busca absorver seu corpo físico e conhecimento.
Devido à adição de um especial de Natal no cronograma de produção, um episódio teve que ser filmado ao mesmo tempo que outra história (neste caso "The Impossible Planet" e "The Satan Pit") para que a produção terminasse no prazo. Com "Love & Monsters", Davies foi capaz de contar uma história do ponto de vista de um personagem diferente para permitir apenas uma pequena aparição de Tennant como o Doutor e Billie Piper como Rose Tyler. A estrutura "Doctor-lite" e "companion-lite" continuou no programa desde então. A forma alienígena de Kennedy, conhecida como Abzorbaloff, foi projetada pelo vencedor de uma competição infantil para projetar um monstro para Doctor Who.
"Love & Monsters" foi assistido por 6,66 milhões de espectadores no Reino Unido e foi recebido com recepção dividida por críticos e fãs. Alguns elogiaram as complexidades do roteiro, enquanto outros acharam que era uma paródia ou havia se desviado para um humor ofensivo. A atuação de Kay e o Abzorbaloff também receberam opiniões divididas.

## Enredo
Elton Pope vê uma fotografia do Décimo Doutor tirada durante uma recente invasão alienígena no blog de Ursula Blake. Ele se lembra de ter visto o mesmo homem em sua casa quando era criança. Elton e Ursula, com outros três (Bridget, Bliss e o Sr. Skinner), formam um grupo que encontrou o Doutor de forma semelhante, conhecido como LINDA (London Investigation 'N' Detective Agency), que se reúne no porão de uma biblioteca para discutir suas experiências, mas logo seus encontros se tornam mais sociais por natureza.
Um dia, um homem chamado Victor Kennedy interrompe uma reunião e aponta que o LINDA perdeu o foco. Ele revigora os esforços do grupo para localizar o Doutor e Rose, ensinando-lhes técnicas de espionagem. Elton recebe a tarefa de se aproximar da mãe de Rose, Jackie. Ele consegue conhecê-la e é convidado para seu apartamento. Ela tenta e não consegue seduzi-lo, mas quando encontra uma foto de Rose na jaqueta dele e percebe que ele está atrás do Doutor, ela exige que a deixe em paz. Enquanto isso, Bridget e Bliss desaparecem do grupo inesperadamente. Após uma reunião, Elton, Ursula e o Sr. Skinner decidem abandonar Victor. Este convence o Sr. Skinner a ficar para trás, mas Elton e Ursula vão embora. Ursula percebe que esqueceu seu telefone e retorna com Elton, e os dois descobrem que Victor é um alienígena, a quem Elton chama de Abzorbaloff, que revela que absorveu o resto do LINDA e deseja também absorver o Doutor para ganhar sua experiência e conhecimento acumulados. Ursula é absorvida e o Abzorbaloff corre atrás de Elton.
Elton é encurralado em um beco sem saída e se prepara para ser absorvido, mas o Doutor e Rose chegam na TARDIS. O Abzorbaloff tenta trocar a vida de Elton pelo Doutor, que apenas finge desinteresse no destino dele. Os membros absorvidos do LINDA coletivamente usam sua força de vontade para suprimir o Abzorbaloff, que acaba derrubando sua bengala. A pedido de Ursula, Elton a quebra, o que faz com que o Abzorbaloff derreta no chão. O Doutor então relembra seu primeiro encontro com Elton e explica que ele estava na casa dele anos atrás rastreando uma sombra elemental, mas ele chegou tarde demais e a criatura matou sua mãe. O Doutor é capaz de trazer Ursula de volta na forma de uma pedra de pavimentação, com a qual Elton começa um relacionamento.

## Produção
Ao contrário da grande maioria das histórias de Doctor Who, "Love & Monsters" tem apenas aparições menores dos membros da TARDIS e não é do ponto de vista deles. Esta foi uma necessidade de produção porque o especial de Natal aumentou o número de episódios a serem produzidos de 13 para 14. Como tal, a produção foi "dobrada" com "The Impossible Planet"/"The Satan Pit" para que David Tennant e Billie Piper pudessem filmar esses episódios enquanto outra equipe trabalhava em "Love & Monsters". A estrutura "Doctor-lite" (e às vezes "companion-lite") continuou como uma tradição, produzindo episódios como "Blink" (2007), "Turn Left" (2008) e "The Girl Who Waited" (2011).
Como tal, o produtor executivo e roteirista Russell T Davies teve que criar uma história que tivesse um bom motivo para manter o Doutor e Rose fora. Davies foi inspirado pelo episódio "The Zeppo" de Buffy the Vampire Slayer e por "Lower Decks" de Star Trek: The Next Generation, ambos focados em personagens atípicos. Davies descreveu o episódio como "experimental", mas "não tão experimental que as pessoas vão fugir gritando da BBC1 no sábado à noite, porque você pode experimentar demais. As pessoas ainda querem um pouco de monstro e um pouco de emoção e um pouco do Doutor, então ele ainda entrega isso como Doctor Who normal. Mas assim como você acha que sabe tudo o que este programa pode fazer, isso dá um toque especial a ele." O episódio tinha o título provisório de "I Love the Doctor". A sigla "LINDA" foi usada anteriormente no programa de televisão infantil britânico Why Don't You?, que contou com a "Agência de Investigação e Detetives de Liverpool". Russell T Davies trabalhou na série por alguns anos.
De acordo com Davies, em um rascunho inicial, Elton teria sido testemunha de mais eventos na história de Doctor Who: neste rascunho, a festa de três anos do personagem foi evacuada por causa da invasão Dalek de Shoreditch (Remembrance of the Daleks), sua mãe foi morta por um narciso de plástico (Terror of the Autons) em vez de uma sombra elemental, e ele também teria sido um dos que viram o Monstro do Lago Ness surgindo do Tâmisa (Terror of the Zygons). Antes do reavivamento de Doctor Who, Davies havia considerado lançar essa ideia para a Doctor Who Magazine como uma história em quadrinhos. Davies também havia considerado fazê-la ponto de vista de uma mulher, mas como acreditava que já tinha foco suficiente em personagens femininas convidadas naquela temporada, mudou para um homem. Davies queria que Elton fosse um "cara normal" e não um nerd com uma "voz engraçada". É de notar que a memória de Elton pode não ser totalmente fiável, pelo que é discutível se os eventos do episódio aconteceram da forma como ele se lembra.
Outra necessidade que o episódio teve que cumprir foi incluir o vencedor da competição "Desenhe um monstro de Doctor Who" do Blue Peter. O vencedor, o Abzorbaloff, foi projetado por William Grantham, de nove anos. Davies disse sobre o monstro: "Achei o Abzorbaloff brilhante. Ele toca as pessoas, as absorve e seu rosto aparece no corpo [da criatura] - assustador." De acordo com o produtor Phil Collinson, Grantham ficou desapontado com a renderização do monstro porque ele imaginou que seria "do tamanho de um ônibus de dois andares", mas a equipe de produção nunca foi informada disso. Grantham, que posteriormente se tornou no YouTuber de jogos "Channel Pup", relatou com carinho a experiência em uma retrospectiva de 2021. Ele fez uma visita ao set e foi bem tratado pelo elenco e pela equipe, até mesmo creditando isso por inspirar uma carreira na mídia.
Peter Kay escreveu uma carta para Davies depois que a série revivida começou em junho de 2005, que o respondeu em setembro oferecendo uma participação especial em um episódio. Foi originalmente lhe oferecido o papel de Elton, mas ele achava que o "tipo observador de OVNIs" era muito parecido com seu personagem em Coronation Street e preferiu interpretar o "vilão". A criatura que Elton vê no início do episódio é creditada como "Hoix". Davies observa no comentário que o nome foi inventado somente depois que o episódio foi filmado porque um nome era necessário para os créditos.
O diretor Dan Zeff disse sobre o tom que a equipe de produção desejava capturar: "Trabalhando com uma equipe de design inspiradora, queríamos enfatizar uma sensação de melancolia, um vazio no mundo ao redor de nossos personagens - grandes espaços urbanos que antes podem ter sido cheios de vida, mas agora estão abandonados, enferrujados, decadentes. Em meio a isso, Elton e seu frágil grupo de amigos quase se sentiriam à deriva - cada vez mais vulneráveis à medida que são desviados pelo sinistro Victor Kennedy." O episódio apresenta as canções "Mr. Blue Sky", "Don't Bring Me Down" e "Turn to Stone" do grupo Electric Light Orchestra (ELO), a banda favorita de Elton.

## Transmissão e recepção
"Love & Monsters" foi transmitido pela primeira vez no Reino Unido pela BBC One em 17 de junho de 2006. A audiência noturna foi de 6,22 milhões, uma participação do público de 38,3%. Quando a audiência final consolidada foi divulgada, os números subiram para 6,66 milhões, tornando-se o 15.º programa mais assistido da semana. O episódio obteve uma pontuação de 76 no Índice de Apreciação do público. Este episódio foi lançado em um DVD básico junto com "The Impossible Planet" e "The Satan Pit" em 7 de agosto de 2006. Foi então relançado como parte do boxset completo da segunda temporada em 20 de novembro de 2006.
"Love & Monsters" é conhecido por ter uma recepção dividida. Nick Setchfield da SFX Magazine avaliou o episódio com 4,5 de 5, observando como ele "finalmente dá a Doctor Who um vocabulário totalmente novo como um programa de televisão". Ele escreveu: "Este pode ser o roteiro mais inteligente e engraçado de Russell T Davies. É certamente o mais caloroso e, de alguma forma, parece o mais pessoal". Embora Setchfield não fosse fã de Kay, ele achou sua atuação engraçada neste episódio. Ahsan Haque da IGN deu ao episódio uma pontuação de 9,5 de 10, elogiando particularmente os diálogos. No entanto, ele achou que alguns dos aspectos mais tristes "pareciam fora do lugar no que deveria ter sido um episódio puramente cômico". O crítico da Slant Magazine, Ross Ruediger, foi positivo em relação a "Love & Monsters", dizendo que "não há razão para que a série não possa fazer algo tão peculiar e bonito quando uma mente inspirada evoca tal cenário". Ruediger comentou sobre as verdades de conhecer outros fãs na Internet e elogiou a profundidade da personagem de Jackie.
Em 2011, a SFX nomeou "Love & Monsters" como um dos melhores mocumentários de ficção científica, dizendo que funcionou como um exemplo do gênero e não foi tão ruim em uma em uma segunda assistida. O artigo observou que as críticas ao episódio variavam do "exagero de Kay e o monstro bobo ao estilo Slitheen até o aborrencimento de quão, idiotas os membros do LINDA são." Louisa Pearson do The Scotsman observou que os fãs hardcore não gostariam da comédia e da atuação "panto" de Kay, mas comentou: "É verdade, este episódio chegou perto de ser uma paródia, mas foi realmente muito bom ter um descanso do Doutor. Até salvar o mundo fica chato às vezes." Arnold T Blumburg do Now Playing deu ao episódio uma nota "D−". Ele foi positivo em relação aos primeiros 30 minutos, que descreveu como um "pequeno conto tocante" com personagens interessantes, mas chamou os 10 minutos finais de "ataque juvenil à inteligência e às emoções do público" que arruinou o episódio com "um monstro risível e humor ofensivo exatamente no momento errado".. Dek Hogan, do Digital Spy, criticou a performance de Kay, chamando o Abzorbaloff de "uma ideia maravilhosa e é uma pena que sua criatividade tenha sido absorvida por uma reviravolta de um comediante visitante". Em uma análise da temporada, Stephen Brook do The Guardian declarou que "odiou" o episódio, descrevendo-o como uma "paródia dos fãs de Doctor Who". A cena em que Elton diz que ele e Ursula têm "um pouco de vida amorosa" foi criticada por alguns comentaristas, que acreditavam que a implicação resultante de fazer sexo oral com uma laje de pavimentação era inadequada para o grande público familiar de Doctor Who; outros, no entanto, desqualificaram esse diálogo como uma piada inofensiva que as crianças não entenderiam. "Love & Monsters" foi colocado na 153.ª posição na pesquisa de leitores da Doctor Who Magazine em 2009 que classificou todas as histórias de Doctor Who em ordem de preferência até aquele ponto.